# Équipe de Suisse de football en 1913
Cet article présente l'année 1913 pour l'équipe de Suisse de football.

## Bilan
|           | Nombre de matchs | Victoires | Défaites | Matchs nuls | Buts marqués | Buts encaissés |
| Domicile  | 2                | 0         | 2        | 0           | 2            | 6              |
| Extérieur | 2                | 1         | 1        | 0           | 2            | 3              |
| Neutre    | 0                | 0         | 0        | 0           | 0            | 0              |
| Total     | 4                | 1         | 3        | 0           | 4            | 9              |

## Matchs et résultats
| Match amical                            | Suisse   | 1 - 4   | France                                  | Stade des Charmilles, Genève                  |                                               |
| 9 mars 1913 · Historique des rencontres | Rubli 7e | (1 - 2) | 13e Montagne · 16e 83e Eloy · 67e Dubly | Spectateurs : 5 000 Arbitrage : Henry Devitte | Spectateurs : 5 000 Arbitrage : Henry Devitte |
| 9 mars 1913 · Historique des rencontres | Rapport  |         |                                         | Spectateurs : 5 000 Arbitrage : Henry Devitte | Spectateurs : 5 000 Arbitrage : Henry Devitte |

| Match amical                           | Suisse     | 1 - 2   | Belgique                | Landhof, Bâle                                |                                              |
| 4 mai 1913 · Historique des rencontres | Wydler 70e | (0 - 1) | 30e Brébart · 65e Saeys | Spectateurs : 5 000 Arbitrage : Walter Sanss | Spectateurs : 5 000 Arbitrage : Walter Sanss |
| 4 mai 1913 · Historique des rencontres | Rapport    |         |                         | Spectateurs : 5 000 Arbitrage : Walter Sanss | Spectateurs : 5 000 Arbitrage : Walter Sanss |

| Match amical                            | Allemagne | 1 - 2   | Suisse                 | Badenova-Stadion, Fribourg                       |                                                  |
| 18 mai 1913 · Historique des rencontres | Kipp 43e  | (1 - 2) | 10e Collet · 25e Märki | Spectateurs : 10 000 Arbitrage : Charles Barette | Spectateurs : 10 000 Arbitrage : Charles Barette |
| 18 mai 1913 · Historique des rencontres | Rapport   |         |                        | Spectateurs : 10 000 Arbitrage : Charles Barette | Spectateurs : 10 000 Arbitrage : Charles Barette |

| Match amical                                | Belgique              | 2 - 0   | Suisse | Panorama, Verviers                            |                                               |
| 2 novembre 1913 · Historique des rencontres | Wertz 26e · Nisot 85e | (1 - 0) |        | Spectateurs : 6 000 Arbitrage : Willem Eymers | Spectateurs : 6 000 Arbitrage : Willem Eymers |
| 2 novembre 1913 · Historique des rencontres | Rapport               |         |        | Spectateurs : 6 000 Arbitrage : Willem Eymers | Spectateurs : 6 000 Arbitrage : Willem Eymers |